# 黄河水灾救济委员会
行政院黄河水灾救济委员会（简称“黄济会”），是南京国民政府1933年至1936年设立的临时性救济机构。

## 历史
黄河在1933年特大洪水爆发之前曾有长达11年（1922—1932 年）的枯水期。1933年7、8月间黄河上游流域阴雨连绵，导致黄河下游洪水泛滥。8月7日晨黄河陕县站流量只有2500立方米/秒，至10日凌晨短短三天时间就涨了近9倍，水位骤涨了5.5米，出现洪峰22000m3/s洪水，10日上午流量开始下降，到14日便已恢复到了夏季5000立方米/秒的一般流量状态。自温县、武陟以下至长垣、兰封、考城、东明等县，堤防决口数十处。温县最高洪水位高出堤顶约达2米，该堤段北面靠近漭河，该河水位此时也在上涨，致使抢护亦无取土之处，最终酿成“全堤漫溢”，漫口达18处，“温县县城被水包围”“城内哭声震天”“民房财务尽付东流”。1933年8月12日，花园口洪峰流量18700立方米每秒。平汉铁路桥处河水骤涨了八尺（约2.67米），水面与铁路桥持平，且河水仍在不断续涨，因铁路桥桥孔行水不畅，河水被迫北流，一直冲到距大河十余里远的詹店车站一带，沿途村庄水深达七八尺（2.33—2.67米）至丈余（约3.33米），为了排泄铁路以西的积水，10日中午千余名村民将詹店站到黄河北岸的平汉铁路路基挖断，南北铁路交通断绝。为祸最烈者为长垣、东明，黄河两岸同时决溃。河南省受灾2921平方公里，河北省3103平方公里，山东省6768平方公里，共计12792平方公里；受灾县域有河南滑县等21县，河北长垣等3县，山东菏泽等21县，共计45县，总共造成300余万人流离失所；死亡12700人，财产损失在2.7亿元（为当时银圆）以上。曹县、巨野、定陶、单县惨遭淹没。兰封小新堤位于铜瓦厢黄河旧河道口处，11日晨两点发生漫决，溃水顺黄河旧道即铜瓦厢决口前的河道东流，水势几乎与大堤持平，故道沿岸徐（州）属各地随即展开防备工作，丰县、砀山等县用土包将城门垒塞堵死，下游故道北岸的徐州因“城墙已经拆毁”“无险可守”，小新堤决口后徐州即陷入“极度紧张”状态，“全市锣声震天，以为警告”，只能先守护河堡，即修筑环城大堤，水头宽约500米，深及5尺（约1.67米）。河水北流，濮、范、寿张、阳谷4县尽成泽国；一路南流，侵入安徽之亳县、涡阳，所幸水流略缓，成灾未巨。河北长垣县受灾最重，受灾面积占全县总面积的十分之九。1933年黄河水灾，是1855年黄河改道以后78年间最为严重的一次自然灾害，也是20世纪黄河最为严重的水灾（1938年花园口决堤为人造，不计算在内）。
1933年9月1日，国民政府行政院召开救灾会议，决定紧急设立“黄河水利委员会”与黄河水灾救济委员会，明令下游河防仍由冀鲁豫三省河防局负责，黄河水利委员会不必过问；9月4日黄河水灾救济委员会在南京成立，根据《黄河水灾救济委员会章程》，“以内政、财政、实业、铁道、交通各部部长、（国民政府）赈务委员会委员长、（国民政府）黄河水利委员会委员长、全国经济委员会储备处主任、内政部卫生署署长及以上各部会次长、陇陕晋豫冀鲁苏皖等省建设厅长为委员，以财政部长为委员长”，在上海设立总办事处，下设总务、灾振、工振、卫生、财政五组。:1首任委员长宋子文，11月17日孔祥熙继任。行政院并下令拨款400万元，对灾区进行急赈、工赈和卫生防疫。
灾振组在各省设立查放处，在灾区各县设立查放分处，发放临时急振现款329,090元，散放棉衣207,006套，救济冀鲁豫三省灾民1 015 427人。:891934年2月，黄河水利委员会获得黄河水灾救济委员会调拨无线电机两台，能收发250～300公里以内的电信。一台设于秦厂水文站，一台设于开封黄委。从2月20日起，秦厂水文站开始用电台逐日向开封报水位、流量。
華洋義賑會决定举办黄灾农赈，因“救济所需款项巨大，决非任何私人团体所能举办，必须由政府出来担任，然而，本年政府救济黄灾的计划中，有急赈和工赈，没有农赈。当然，救济饿殍，恢复堤防，急赈和工赈固极重要。但是，被淹田亩的恢复，被冲毁房屋的修缮，以及耕畜农具的购置补充，急赈和工赈既然不能顾及，而灾后农民又无力筹措，则灾区农事将永无恢复之望，黄灾岂不要无限期的延长?”“凡是有关恢复农事而在急赈和工赈之外的种种需要，如购置籽种、补充耕畜、添置农具、修缮房屋以及下届收获前所必要的生活费等，农民们都可以承借农赈来解决”，所拨农赈款，考城、滑县各2万元，兰封1万元。
1933年9月2日，上海各界成立上海各慈善团体筹募黄河水灾急振联合会，許世英为委员长，王震、王晓籁为副委员长，杜月笙与王正廷、朱子桥、张啸林、黄庆澜等18人任常务委员，杜月笙并兼任筹募组主任，孔祥熙、吴铁城等执行委员共124人。黄河水灾急赈会自成立到1934年6月结束，灾赈组仅在豫、鄂、鲁三省，“现款放赈约百余万元，棉衣二十余万套，食粮十余万元，其他三省所办施粥厂与招待所共十八所，尚未计算在内”。
山东、河南、河北三省政府也同时成立了省一级黄河赈灾委员会。1933年10月经国民政府行政院驻平政务整理委员会特准，报行政院备案，河北省黄河水灾救济委员会发行“黄河水灾救济奖券”，具体发行事宜由专门设立的黄河水灾救济奖券办事处实施。
1935年7月黄河水灾又袭。各省向国民频发乞赈电报，国民政府召开一系列救灾治水机关会议，并派国民政府救灾委员会委员长许世英前往灾区调查。1935年7月1日财政部实行救灾准备金列入预算。9月3日行政院通过《标本兼治办法提案》。《大公报》7月17日刊登山东省主席韩复榘通电全国呼愿赈灾，7月23日刊登河南水灾救济会电铁道、交通、财政三部，7月24日刊登韩复榘通电林森等关注鲁灾，7月25日刊登张群电中央请赈，8月7日刊登甘肃省通电呼愿赈济，8月14日刊登商震通电各方请赈冀灾。1935年8月29日天津《大公报》发表特别启事：本市救济各省水灾联合会现已成立，本报亦经加入作为经募人之一，兹定于8月24日起所有本报代收赈灾捐款，概行交由中、交两行归入救灾会账内汇灾区，其各界捐款指定区域者仍由本报遵照捐款人意旨通知该会照办决不有误。著名水利专家李仪祉在《大公报》1935年8月31日发表文章，从水利专业角度分析了治理黄灾的办法。
1958年黄河特大洪水的规模与1933年不相上下，实测花园口最大洪峰流量高达22300立方米/秒，是1919年黄河有实测水文资料以来最大的一场洪水。河南与山东两省调动了200万军民上堤抢险，最终黄河未决口成灾。
中国第二历史档案馆新增开放黄河水灾救济委员会等一批馆藏数字化档案，全宗号580，计有档案86卷。

### 黄河水灾赈济会
1935年8月，北平民族武装自卫会发起组织黄河水灾赈济会，对外公开活动。组织领导为周小舟、彭涛、黄敬（1933年被其叔俞大维从济南反省院保释后到北平考上北京大学数学系）。由于宪兵三团在北平，中共党、团组织难以秘密活动，以20多所被军警宪特搞垮了地下组织的北平各校学生以黄河水灾赈济会名义，由清华大学暑期同学会负责人刘毓珩（即陈其五）、女一中郭明秋（原名郭桂英）公开牵头。女一中校长孙荪荃在该中学后院安排一个大房间作为黄河水灾赈济会的活动场所。10月19日北平市社会局准予备案，正式取得了公开合法地位。10月20日，黄河水灾赈济会举行第二次全体代表大会，各校报告募捐情况，通过了12项募捐办法，选定清华大学、北京大学、女一中、汇文中学等组成特种委员会负责具体事宜，推选女一中学生吴闺箴为赈济会主席。赈济会组织学生在北平接头公开开展募捐活动，组织义演，各校派代表到灾区慰问。
11月在赈济会的基础上，成立了秘密的北平大中学生联合会（“北平学联”），为一二九学生运动的发起、领导组织。